# 350 (عدد)
350 (ثلاثمائة وخمسون ) هو عدد صحيح  يلي العدد 349 ويسبق العدد 351 وهو عدد طبيعي موجب.

## في الرياضيات

### خصائص
- 350 عدد زوجي
- 350 عدد زائد
- 350 عدد غير أولي وقواسمه هي: هي: [1, 2, 5, 7, 10, 14, 25, 35, 50, 70, 175, 350]